# أندريا ليبمان
أندريا ليبمان (بالإنجليزية: Andrea Libman) (و. 1984  م) هي ممثلة هزلية، وممثلة صوت، ومغنية، وكاتبة سيناريو كندية، ولدت في تورونتو، تستخدم آلات بيانو.

## وصلات خارجية
- أندريا ليبمان على موقع IMDb (الإنجليزية)
- أندريا ليبمان على موقع ميوزك برينز (الإنجليزية)
- أندريا ليبمان على موقع قاعدة بيانات الفيلم (الإنجليزية)

- أندريا ليبمان في قاعدة بيانات الأفلام على الإنترنت